# Hungerford (Queensland)
Hungerford ist eine Siedlung im Outback im Südwesten von Queensland, Australien, die 214 Kilometer von Bourke und 202 Kilometer von Cunnamulla entfernt ist. In den ersten Jahren der Siedlung wurde angenommen, dass der Ort in New South Wales liege und nach einer genauen Messung wurde festgestellt, dass er sich in Queensland befindet.
Die kleine Ortschaft liegt nördlich der Grenze von New South Wales am Rabbit-Proof Fence und ist nur auf unbefestigten Straßen von Bourke oder von Thargomindah erreichbar. 2016 wurden 23 Personen im Ort und seiner Umgebung gezählt. Hungerford ist vom Currawinya-Nationalpark umgeben.
Benannt wurde der Ort nach dem irischen Milchbauer Thomas Hungerford, der dort kampierte, und er war eine Zollstation an einer Vieh-Treiberroute zwischen zwei australischen Bundesstaaten entlang des Paroo River. 1874 wurde das erste Hotel geöffnet und die Siedlung im folgenden Jahr zur Stadt ernannt.
In den Jahren 1892/1893 besuchte Henry Lawson die Stadt und schrieb über sie:
The town is right on the Queensland border, and an inter-provincial Rabbit-Proof Fence - with rabbits on both sides of it - runs across the main street. [...]
Hungerford consists of two houses and a humpy in New South Wales, and five houses in Queensland. Characteristically enough, both the pubs are in Queensland.  We got a glass of sour yeast at one and paid six pence for it - we had asked for English ale. 
Das Royal Mail Hotel wurde 1873 gebaut und das Transportunternehmen Cobb & Co fuhr den Ort von 1873 bis 1904 an.
Heute gibt es dort das Royal Mail Hotel und einen Campingplatz.